# コンスタンティウス2世
コンスタンティウス2世（Constantius II, 317年8月7日 - 361年11月3日）は、ローマ帝国の皇帝（在位：337年 - 361年）。当初は帝国を3分割して東方を担当したが、353年に単独の統治者になった。キリスト教を優遇し、猜疑心の強さから粛清をたびたび行なった。父帝コンスタンティヌス1世と同様、熱心なキリスト教徒であったが、父帝とは反対にアリウス派を支持し、司教アタナシウスを迫害した。

## 生涯
イリュリクムにおいてコンスタンティヌス1世と2度目の妻ファウスタ（マクシミアヌス帝の娘）の間に3兄弟の次男として生まれる。326年に異母兄クリスプスがファウスタと密通したとの告発があり、コンスタンティヌスはクリスプスを裁判にかけて処刑した。数ヶ月後、この告発は虚偽で、その出所が明らかにファウスタであるとして、ファウスタも処刑された。
宦官が取り仕切る宮廷内で他の兄弟とともに育てられ、324年に副帝の称号を与えられた。337年に死去した父親の葬儀はコンスタンティノープルで行われたが、滞在地の距離から彼一人が参加した。葬儀のしばらく後で、コンスタンティノープルにいる親族は従兄弟にあたるガッルス、ユリアヌスだけを残して粛清された。当時の人々は、この事件の首謀者をコンスタンティウス2世であると考えた。その後、3人の兄弟は会談を行い、揃って帝位に就いて帝国を3分割して統治することとなった。コンスタンティウス2世はアンティオキアを拠点として東方を担当し、サーサーン朝ペルシアの攻撃に対処した。
しかし、この三皇帝分担統治は長続きしなかった。340年に長兄コンスタンティヌス2世が末弟コンスタンス1世に愚弄されたとしてイタリアに攻め込み、逆にコンスタンス1世に敗れて殺害された。コンスタンス1世は西方領全体を支配下に置いたが、それから10年後の350年1月、そのコンスタンス1世もゲルマン族出身の将軍マグネンティウスの反乱で殺され、マグネンティウスが新たにローマ皇帝を名乗った。さらに3月にはコンスタンス1世に仕えた老将軍ウェトラニオがマグネンティウスに反抗してローマ皇帝を名乗り、 6月にはコンスタンティヌス1世の甥ネポティアヌスもローマでローマ皇帝と宣言された。ネポティアヌスは間もなくマグネンティウスに倒されたが、ウェトラニオは12月にコンスタンティウス2世に降伏して、彼の軍をコンスタンティウス2世の軍へと合流させた。この2人の反乱は、結果としてマグネンティウスを足止めし、コンスタンティウス2世がマグネンティウスと戦う準備をするための時間を作った。そのため、この反乱はコンスタンティウス2世による策であったのではないかという見方がある。
ウェトラニオの軍を吸収したコンスタンティウス2世は翌351年に、自らマグネンティウス討伐へと向かった。その行軍途中の3月、コンスタンティウス2世はガッルスを軟禁状態から解放して妹のコンスタンティナと結婚させ、ガッルスを副帝に指名してアンティオキアの宮廷を譲った。コンスタンティウス2世とマグネンティウスは351年9月28日にドナウ河畔のムルサで戦い、マグネンティウスがイタリアへと敗走した。コンスタンティウス2世は、マグネンティウスがイタリアに閉じこもっているうちに、ヒスパニアと北アフリカを占領した。追いつめられたマグネンティウスは353年8月に自殺し、コンスタンティウス2世はローマ帝国で唯一の正帝となった。 
唯一の正帝となったコンスタンティウス2世はメディオラヌムを自身の拠点とした。しかしガッルスに任せていた東方領土からは悪い知らせばかりが届いた。コンスタンティウス2世は354年にガッルスをメディオラヌムへと呼び出したが、ガッルスはメディオラヌムに辿り着く前に副帝の地位を剥奪され、クロアチアのポラ付近で処刑された。コンスタンティウス2世は355年11月にユリアヌスを妹のヘレナと結婚させ、ユリアヌスを副帝に任命してガリアへと派遣した。
コンスタンティウス2世は彼の権力を脅かすと疑って何人もの人物を殺した。355年夏に起こったクラウディウス・シルウァヌスの反乱は、コンスタンティウス2世の疑い深い性格の欠陥を示している。シルウァヌスは将来を期待された若いフランク人であったが、彼が無実の罪で讒言されたとき、コンスタンティウス2世の疑い深い性格を知るシルウァヌスは反乱以外には生き延びる道がないと考えた。まもなくシルウァヌスへの疑いは晴らされたが、既にシルウァヌスは彼の支持者に推されてローマ皇帝を名乗っていた。シルウァヌスはローマ皇帝を名乗って28日後に暗殺された。
帝国東方でペルシア軍が進攻してくると、コンスタンティウス2世は自ら兵を率いて東征したが、彼が留守とした西方で360年早春に軍団によってユリアヌスが正帝として宣言された。この正帝宣言については軍主導であったともユリアヌスの計画的な陰謀であったとも言われており定かではない。この反乱に対して当初コンスタンティウス2世はユリアヌスが副帝の地位に留まるよう説得しようとしたが、それは無駄であった。コンスタンティウス2世はペルシアと和睦してアンティオキアを発ち、ユリアヌス討伐に向かうが、その道中の小アジアで361年に44歳で病死した。臨終の際、後継者としてユリアヌスを指名したといわれる。

## コンスタンティノープルとの関係
コンスタンティウス2世の時代はコンスタンティノープルが大きく発展した時代でもある。コンスタンティウス2世は東方正帝としての期間の多くをアンティオキアで過ごし、唯一の正帝となってからはイタリア本土のメディオラヌムを拠点としたが、コンスタンティノープルにおいても聖ソフィア大聖堂や聖使徒教会の建設といった事業を行った。コンスタンティノープルを359年に属州都市から地方自治都市へと昇格させたのもコンスタンティウス2世であったし、コンスタンティノープルに元老院を設けたのもコンスタンティウス2世であったと考えられている。コンスタンティヌス1世がコンスタンティノープルの建設に着工した324年はコンスタンティウス2世が副帝に任じられた年でもあり、コンスタンティノープルが建設されていた期間はコンスタンティウス2世が副帝として過ごした期間と重なっていた。歴史学者の南雲泰輔は、コンスタンティウス2世にとってコンスタンティノープルは特別な感慨のある都市であった可能性があるとしている。

## 脚註
1. ↑  Constantius II Roman emperor Encyclopædia Britannica
2. ↑  南川2015、p.22。
3. ↑  尚樹1999、pp.52-53。
4. 1 2 3  尚樹1999、p.53。
5. 1 2 3 4 5  南川2015、p.30。
6. ↑  南川2015、p.32。
7. 1 2  南川2015、p.34。
8. 1 2 3  尚樹1999、p.34。
9. ↑  南川2015、pp.56-57。
10. 1 2 3 4  南雲2018、p.151。
11. 1 2  根津2008、p.7。
12. ↑  [ローマ史]『ブリタニカ国際大百科事典』第2版、TBSブリタニカ、1993年。
13. ↑  南川2015、p.13。
14. ↑  尚樹1999、p.56。
15. ↑  コンスタンティヌス1世の時代に元老院が設けられたとする記録もあるが真偽は不明である[14]。